# Phaeoses chalinota
Phaeoses chalinota är en fjärilsart som beskrevs av Edward Meyrick 1910. Phaeoses chalinota ingår i släktet Phaeoses och familjen äkta malar.
Artens utbredningsområde är Sri Lanka. Inga underarter finns listade i Catalogue of Life.